# Ballyfroota
Der Dolmen von Ballyfroota (irisch Baile an Phrútaigh) liegt an einem kleinen Fahrweg am Rande des Nordosthanges des Slievereagh, westlich des „Morningstar Rivers“, (irisch An Chamhaoir), nordwestlich von Ballylanders (irisch Baile an Londraigh), im Südosten des County Limerick in Irland.
Der Nord-Süd orientierte, durch Umbauten typologisch nicht exakt bestimmbare, zumeist aber als Wedge Tomb beschriebene Dolmen wurde im 19. Jahrhundert als Mass Rock benutzt. Er besteht aus dem Seitenstein der Westseite, der einen großen, flachen Deckstein unterstützt, der auf der Ostseite (mittig) von Trockenmauerwerk gestützt wird, das möglicherweise aus Steinen der ursprünglichen Struktur zusammengesetzt ist. Der zweite ebenfalls flache Deckstein im Osten ist eine spätere Ergänzung und kann der ursprüngliche Seitenstein gewesen sein. Er wird mittig ebenfalls durch den Trockenmauerwerksblock unterstützt. Auf der Ostseite wird dieser Deckstein seitlich durch einen modernen Stein unterstützt.